# Monumento a las Ciudades Confederadas
El monumento A Las Ciudades Confederadas es un monumento consistente en un pedestal de mármol con una placa de bronce fundido con 4 figuras humanas en altorrelieve. El monumento se encuentra ubicado en la ciudad de Santiago de Cali y está dedicado a las Ciudades Confederadas del Valle del Cauca.

## Historia
La creación del monumento se comenzó a orquestar en 1948, cuando la Secretaría de Obras Públicas de la ciudad planeó la creación de un monumento de carácter histórico que se habría de erigir "en frente del futuro palacio municipal".
En un principio el encargado de realizar la obra sería el creador del monumento A Sebastián de Belalcázar, Victorio Macho, sin embargo el proyecto fue finalmente adjudicado al escultor francocanadiense Robert Bolduc. El costo de la obra fue asumido por el Municipio e inaugurado aproximadamente en 1950.